# سنت-ماری-مادلن، کبک
سَنت-ماری-مادلِن (به فرانسوی: Sainte-Marie-Madeleine) قصبه‌ای در منطقه شهری له ماسکوتن ناحیه مونترژی در استان کبک کانادا است. در سرشماری سال ۲۰۱۱ این قصبه ۲٬۷۱۳ نفر جمعیت داشته‌است و مساحت آن ۴۹٫۵۳ کیلومتر مربع است.